# St. Petersburg Challenger 2004
Il St. Petersburg Challenger 2004 è stato un torneo di tennis facente parte della categoria ATP Challenger Series nell'ambito dell'ATP Challenger Series 2004. Il torneo si è giocato a San Pietroburgo in Russia dal 9 al 15 agosto 2004 su campi in terra rossa.

## Vincitori

### Singolare
Jean-René Lisnard ha battuto in finale  Stan Wawrinka con il punteggio di 3–6, 7–5, 7–5

### Doppio
Michail Elgin /  Andrei Mishin hanno battuto in finale  Daniele Giorgini /  Simone Vagnozzi con il punteggio di 6–3, 5–7, 6–4